# ONE DROP
《ONE DROP》是日本男性偶像團體KAT-TUN的第9張單曲作品。獲得日本公信榜2009年單曲榜年終排名第9名的成績。

## 概要
- KAT-TUN的第9張單曲「ONE DROP」是充滿了如兜風般清爽、簡樸與直率的搖滾樂曲。也是由成員龜梨和也所主演、日本電視台每週二播映的「神之雫」連續劇的主題曲。
- 附歌「D-T-S」是由成員擔當演出的LOTTE的PLUS X電視廣告歌曲。
- 初回限定版中的DVD是「ONE DROP」的Video Cilp並收錄Making。
- 通常盤／初回附加版本將加上第3首歌「On My Mind」。
- 獲得日本公信榜2009年單曲榜年終排名第9名的成績。

## 收錄曲

### 初回限定盤
- CD

1. ONE DROP
  - 作詞：SPIN
  - Rap詞：JOKER
  - 作曲：t-oga / M.U.R.
  - 編曲： ha-j
2. D-T-S
  - 作詞：Sean-D　
  - Rap詞：JOKER 　
  - 作曲：MORINO
  - 編曲：ha-j

- DVD

「ONE DROP」 Video・Clip＋Making

### 通常盤／初回附加版本
1. ONE DROP
  - 作詞：SPIN
  - Rap詞：JOKER
  - 作曲：t-oga / M.U.R.
  - 編曲： ha-j
2. D-T-S
  - 作詞：Sean-D　
  - Rap詞：JOKER 　
  - 作曲：MORINO
  - 編曲：ha-j
3. On My Mind
  - 作詞：madoca
  - 作曲、編曲：Ryuichiro Yamaki

### 通常盤
1. ONE DROP
  - 作詞：SPIN
  - Rap詞：JOKER
  - 作曲：t-oga / M.U.R.
  - 編曲： ha-j
2. D-T-S
  - 作詞：Sean-D　
  - Rap詞：JOKER 　
  - 作曲：MORINO
  - 編曲：ha-j
3. ONE DROP (Original 卡拉OK)
4. D-T-S (Original 卡拉OK)